# Carrières-sous-Poissy
Carrières-sous-Poissy é uma comuna francesa na região administrativa da Île-de-France, no departamento de Yvelines. A comuna possui 11 353 habitantes segundo o censo de 1990.